# MAP (Transportpanzer)
Der MAP (Modular Armored Platform) ist die Bezeichnung für einen schwer gepanzerten, bewaffneten Mannschaftstransportpanzer der jordanischen Streitkräfte, der in den 2010er-Jahren entwickelt wurde.

## Entwicklungsgeschichte
Der Mannschaftstransporter MAP wurde Anfang der 2010er-Jahre vom jordanischen staatlichen Rüstungsunternehmen King Abdullah II Design and Development Bureau (KADDB) entwickelt und 2016 auf Rüstungsmessen, insbesondere der heimischen Messe SOFEX, vorgestellt. Im Wesentlichen basiert das Fahrzeug auf der Wanne des britischen Centurion aus den 1940er-Jahren. 293 dieser veralteten Kampfwagen wurden Anfang der 1980er-Jahre grundlegend modernisiert. Dabei wurde der Antriebsstrang des M60A1-Panzers verbaut und das Fahrgestell wurde überarbeitet. Diese kampfwertgesteigerten Centurions erhielten die Bezeichnung Tariq. Eine nicht weiter bekannte Anzahl an Tariq-Panzer wurde zu Mannschaftstransportpanzern, unter anderem in MAPs, umgebaut.

## Technik
Die Fahreigenschaften entsprechen etwa denen des Tariq-Kampfpanzers. Es ist mit einem luftgekühlten Continental 12-Zylinder-Turbodieselmotor des Typs AVDS 1790-2DR ausgestattet, der eine Motorleistung von 750 PS erbringt. In der Version MAP II befindet sich der Motor auf der hinteren rechten Fahrzeugseite, beim MAP ist der Motor vorne verbaut. Der Antriebsstrang umfasst ein CD-850-6A-Getriebe von Allison Transmission.

## MAP
Der MAP war rundum gepanzert, oben jedoch in einer Version offen, bzw. konnte nur durch eine Plane abgedeckt werden, um die Besatzung vor der Witterung zu schützen. Im Heck befindet sich bei beiden Versionen eine zweiflügelige Gittertür, die der Besatzung das Auf- und Absitzen oder das Be- und Entladen erleichterte. KADDB vermarktete die MAP-Version als Mörser-Träger, Munitionstransport, gepanzertes Feldsanitätsfahrzeug oder als Kommandofahrzeug.

## MAP II
Der MAP II ist in seiner Konfiguration in erster Linie als schwerer Mannschaftstransportpanzer ausgelegt, dessen Panzerung und Offroad-Fahreigenschaften mit denen eines Kampfpanzers vergleichbar sind. Die Panzerung kann mit Reaktivpanzerung und slat armor verstärkt werden. Konzeptionell ähnelt der MAP II dem israelischen Achzarit.
Das Fahrzeug kann im vollgeschützten Innenraum elf Soldaten mit sich führen, die den MAP II durch vier rechteckige Dachluken (Abmessungen: 500 × 550 mm) und durch eine Heck-(Breite: unten 450 mm und oben 850 mm) und eine Vorderluke (Abmessungen: 750 × 1000 mm) verlassen können.